# Lockheed S-3 Viking
Pour les articles homonymes, voir S3 et Viking (homonymie).
Le Lockheed S-3 Viking est un avion embarqué en service dans l’US Navy de 1974 au 12 janvier 2016. Il est le successeur du Grumman S-2 Tracker. C'est un avion compact, propulsé par deux réacteurs situés dans des nacelles sous les ailes, et qui depuis la fin de la Guerre froide joue un rôle important dans la lutte anti-sous-marine et la détection des mines.
Il est de surcroît armé d'une panoplie de bombes missiles air-surface. Depuis le retrait de l'US Navy des A-6 Intruder, il est devenu également le principal ravitailleur en vol des avions de l'Aéronavale, car la version S-3B est équipée pour ce rôle.
Il existe des variantes US-3, équipées de 6 sièges et utilisées pour le transport, ainsi que ES-3, dédiées à la guerre électronique. Il est équipé du Air Tactical Data System.

## Conception
Le Lockheed S-3 Viking est un appareil monoplan conventionnel doté d'une aile à allongement élevé, en flèche de 15°. Ses deux turboréacteurs à double flux GE TF-34 montés en nacelle sous les ailes lui confèrent un taux de carburation idéal, et donc un long rayon d'action, ainsi qu'un comportement relativement docile en cas de panne d'un moteur.

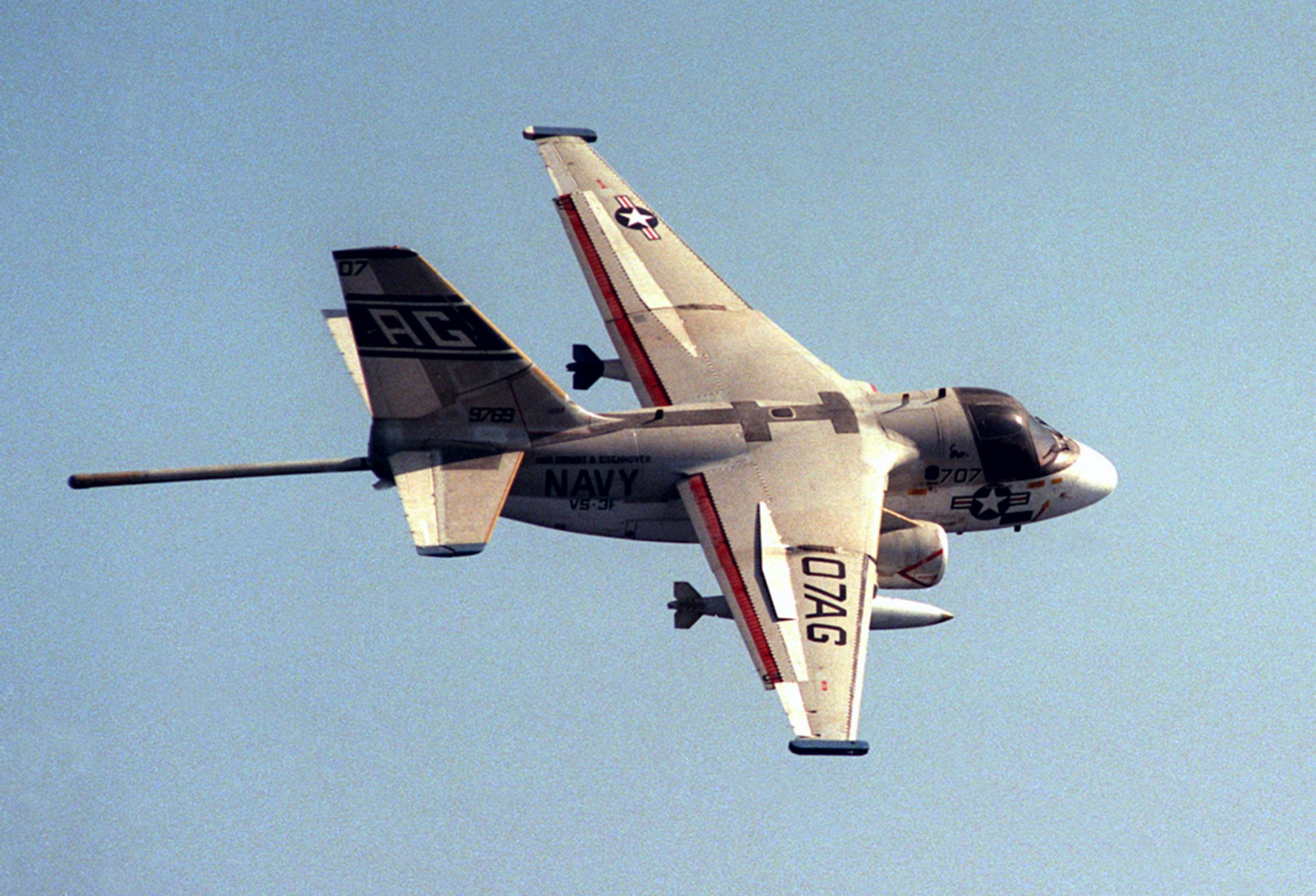
Un Lockheed S-3A avec son détecteur d'anomalie magnétique déployé.

Cet appareil peut recevoir un équipage de quatre membres : le pilote et le copilote/coordinateur tactique (COTAC) à l'avant du cockpit, l'opérateur tactique (TACCO) et le pointeur (SENSO) à l'arrière. L'accès se fait par une trappe munie d'une échelle escamotable, que l'on déplie vers l'extérieur du fuselage. Avec le retrait de cet appareil comme chasseur de sous-marins (ASW) à la fin des années 1990, le dernier membre d'équipage a pu être supprimé ; en configuration de ravitailleur, le S-3B n'embarque en général qu'un équipage de deux pilotes. L'aile est dotée de becs de bord d'attaque et de volets Fowler. Les spoilers sont fixés sur les deux faces des ailes. Toutes les gouvernes sont mues par des actionneurs hydrauliques irréversibles redondants. En cas de double défaillance du circuit hydraulique, un système de pilotage de secours (Emergency Flight Control System) permet un contrôle manuel, avec des efforts beaucoup plus élevés aux commandes et une autorité réduite.
Contrairement à de nombreux avions à réaction tactiques, le S-3 est entièrement autonome au décollage, grâce à un groupe auxiliaire de puissance (APU). Le groupe auxiliaire d'origine ne conférait qu'un appoint électrique minime et apportait surtout l'air comprimé nécessaire au refroidissement de l'appareil et à l'allumage des moteurs ; mais la version suivante disposait de toute la puissance électrique nécessaire à l'avion. Ce groupe auxiliaire était actionné depuis le cockpit grâce à un levier actionnant un accumulateur hydraulique. L’accumulateur était alimenté par le circuit hydraulique primaire, mais on pouvait aussi (au prix d'un effort physique certain) le remettre en pression depuis le tableau de bord.
Tous les membres d'équipage sont assis sur des sièges éjectables zéro-zéro Douglas Escapac tournés vers l'avant. En mode group eject, la commande, déclenchée par l'un des deux postes à l'avant, éjecte les passagers l'un après l'autre, avec éjection des sièges arrière 0,5 seconde avant les sièges avant pour une séparation en sécurité. Il est possible à chaque siège arrière de déclencher son éjection individuelle : dans ce cas, le mouvement est déclenché par une charge explosive qui dégage les tableaux de bord gênant l'éjection. La sécurité d'éjection suppose que les deux sièges de chaque paire (avant ou arrière) soit chargés à peu près de la même façon ; c'est pourquoi, lorsqu'il y a un équipage impair, les fauteuils vides doivent être lestés par des ballasts.
À sa mise en service, le Viking S-3 représentait un niveau d'intégration inouï : les chasseurs de sous-marins antérieurs, tels le Lockheed P-3 Orion et le prédécesseur immédiat du S-3 Viking, le Grumman S-2 Tracker, présentaient des chaînes de contrôle-commande différentes pour chaque type de capteur. L’opérateur devait surveiller les enregistreurs à bande, effectuait des lectures au vernier pour les mesures de précision et annotait à la main les anomalies sur le papier enregistreur. Depuis le S-3 Viking, les signaux de tous les instruments de navigation sont intégrés à l'ordinateur de bord. Chaque membre d'équipage dispose de son propre écran de contrôle, ce qui permet à l'équipage de discuter à partir des mêmes informations, de se partager le travail en se répartissant les signaux à surveiller, et de combiner facilement plusieurs signaux pour éliminer les fausses alertes et les cibles fantôme. Fort de cet équipement, on a pu considérer le S-3 comme quasi équivalent au Lockheed P-3 Orion, avec son équipage de 12 personnes.
L'appareil est doté de deux raidisseurs sous les ailes, auxquels on peut fixer des réservoirs, des bombes polyvalentes, des missiles, des canons. Il comporte également quatre soutes à bombes qui peuvent aussi embarquer des torpilles aériennes, ou des armes spéciales (armes nucléaires tactique B57 et B61). Il dispose de 51 bouées sonar largables, ainsi que des équipements de Recherche et sauvetage largables. Le S-3 Viking est équipé du kit de brouillage et déception radar ALE-39 ; il peut embarquer jusqu'à 90 balles de paillettes, de leurres, et d'écrans-miroir auto-déployables dans trois compartiments. Un détecteur d'anomalie magnétique sur bras retractable est fixé dans la queue de l'appareil.
À la fin des années 1990, le S-3B a été reconverti en chasseur de bâtiments de surface (ASuW). On a de ce fait pu alléger l'appareil, en supprimant le détecteur d'anomalie magnétique, et plusieurs centaines de kilogrammes d'électronique dédiée à la détection sous-marine. Les bouées sonar, devenues superflues, ont été obturées et revendues.

## Historique
Le S-3A entre en service actif le 20 février 1974 lorsque les premiers exemplaires sont affectés à l'escadron VS-41 basé a la Naval Air Station North Island en Californie..
Dans les années 1980, le groupe aérien embarqué des porte-avions américains, qui comptait 85 appareils, comprenait en moyenne 10 S-3. Au milieu des années 2000, à la suite de la réduction du format des GAE à 68 appareils (lié notamment au retrait du F-14 Tomcat et l’adoption d’un parc homogène d’avions de combat avec les F/A-18 Hornet et Super Hornet), les bâtiments n’emportaient généralement plus que quatre Viking, qui pouvaient en dehors des missions ASM servir au ravitaillement en vol d'autres appareils. Alors que le dernier escadron embarqué de S-3 a été retiré du service en janvier 2009, aucun successeur n’a vu le jour, le projet Common Support Aircraft (CSA), qui visait à remplacer simultanément les S-3, E-2 et C-2 étant abandonné.
Après leur retrait de leur rôle principal de lutte anti-sous-marine, quelques exemplaires ont rejoint le VX-30, un escadron d'expérimentations.
En 2005, le Glenn Research Center de la NASA a acquis 4 S-3.
En 2013, Lockheed Martin propose cet avion qui sera rénové comme avion de patrouille maritime basé à terre à la Corée du Sud qui s'est montré intéressée et comme avion de transport et de ravitaillement en vol à l'US Navy. Ces projets ne se concrétisent pas.
Au 14 janvier 2014, 110 exemplaires sont stockés au 309th Aerospace Maintenance and Regeneration Group.
Le 12 janvier 2016, les derniers exemplaires en service dans l’US Navy sont retirés du service.
Le 8 juillet 2021, la NASA retire le dernier exemplaire encore en service.

## Variantes
S-3A
Première version de production, 186 exemplaires construits.
S-3B
Amélioration de l'avionique, radar à synthèse d'ouverture AN/APS-137, Joint Tactical Information Distribution System (en), missile anti-navire AGM-84 Harpoon. Premier vol le 13 septembre 1984, 119 avions convertis depuis le S-3A.
ES-3A Shadow
Avion de reconnaissance électronique, radar à synthèse d'ouverture AN/APS-137. Premier vol le 15 mai 1991, 16 avions convertis depuis le S-3A. En service de 1993 a 1998.

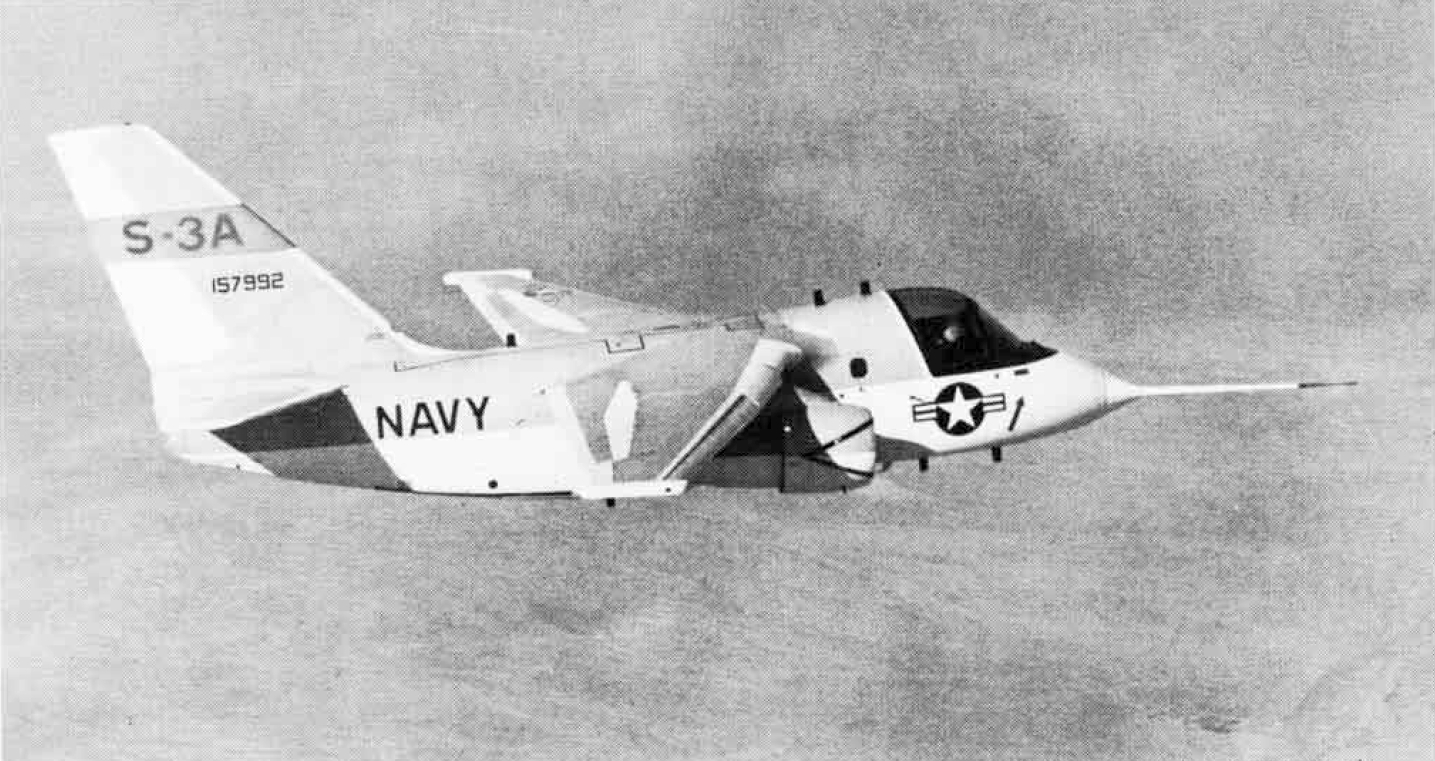
Le prototype YS-3A.

KS-3A
Version de ravitaillement en vol proposée ayant une capacité de 16 600 l. Un avion converti à partir d'un YS-3A, plus tard reconverti en US-3A.
KS-3B
Version de ravitaillement en vol proposée basée sur le S-3B et utilisant un système buddy refueling, jamais construit.
US-3A
S-3A modifié pour embarquer six passagers ou 2 120 kg de cargo, retiré du service en 1998.
Alladin Viking
Modifications classifiées, utilisé pendant la Guerre de Bosnie.
Beartrap Viking
S-3B modifications encore classifiées.
Callypso Viking
Version anti-Contrebande, jamais construit.
Gray Wolf Viking
Un avion modifié avec un radar AN/APG-76 dans une nacelle placée sous l'aile. Aussi nommé SeaSTARS en référence au E-8 Joint STARS.
Orca Viking
Berceau de test avionique.
Outlaw Viking
Un S-3B équipé avec un système de détection trans-horizon (OASIS III), reconverti en S-3B en 1998. Cet avion est maintenant en présentation au San Diego Aircraft Carrier Museum, situé sur le USS Midway (CV-41).

## Utilisateurs

### États-Unis

#### United States Navy
Premier et unique utilisateur du S-3 de 1974 à 2005. Retiré du service le 15 janvier 2016.

##### Navy One

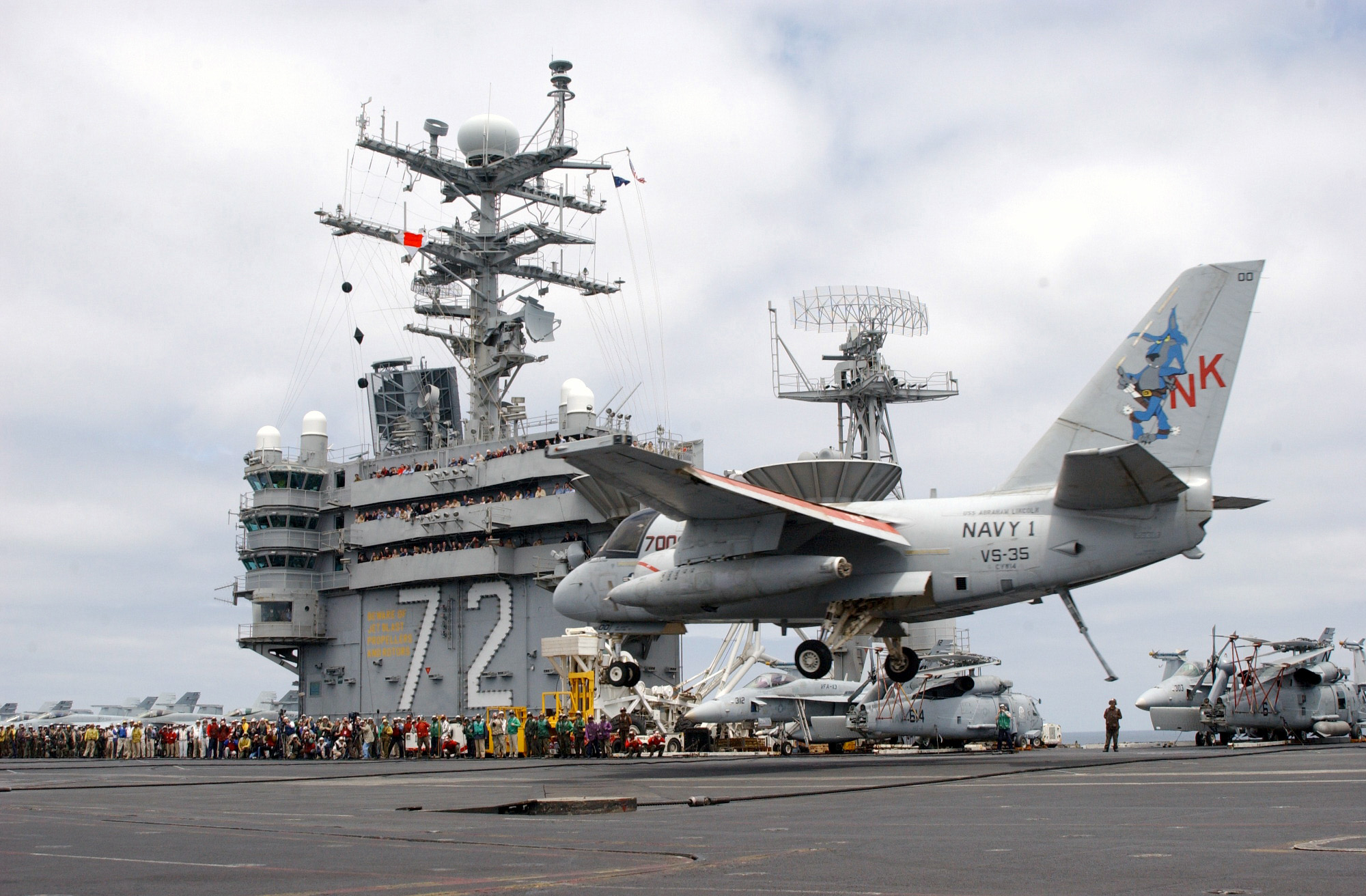
Navy One appontant sur l'.

L'indicatif d'appel Navy One (à l'image d'Air Force One, pour l'US Air Force, Marine One pour les Marines ou Army One pour l'armée) est l'indicatif utilisé par tout aéronef de l'US Navy qui transporte le président des États-Unis. À ce jour (février 2009), cela ne s'est produit qu'une seule fois, le 1er mai 2003, lorsque le président George W. Bush apponta avec un S3-Viking sur l'USS Abraham Lincoln (CVN-72), pour y prononcer son discours « Mission Accomplished » annonçant la fin des combats après l'invasion de l'Irak. L'avion était commandé par le Navy Commander John « Skip » Lussier. Cet avion, retiré du service depuis, se trouve au National Museum of Naval Aviation à Pensacola en Floride.

#### NASA
Le Glenn Research Center de la NASA a acquis 4 S-3 en 2005, un cinquième en 2016. Le dernier S-3 a été retiré le 8 juillet 2021.

### Corée du Sud
La Marine de la République de Corée envisage depuis 2013 d'acquérir cet appareil. Fin 2013, la cible était de 18 S-3 Viking d'occasion pour des missions basé à terre. Fin 2015, on parle de 12 avions modernisés si les tests sont concluants. En juin 2023, cela ne s'est pas concrétisé.

### Aéronefs comparables
- Grumman S-2 Tracker
- Fairey Gannet
- Breguet Alizé

### Ordre de désignation
- S-2 - S-3